# Damadola
Damadola är en by i Khyber Pakhtunkhwa i Pakistan, nära gränsen till Afghanistan. Före 2018 var detta ett federalt administrerat stamområde.  Byn ligger på en höjd av 1082 m ö.h.
Amerikanska flygvapnet (USAF) uppges ha dödat åtminstone 18 människor i ett anfall mot byn den 13 januari 2006. Målet ska ha varit al-Qaida-ledaren Ayman az-Zawahiri. Det är inte känt om målet nåddes.